# Sofroniusz (Kitajew)
Sofroniusz, imię świeckie Witalij Aleksandrowicz Kitajew (ur. 29 listopada 1978 w Wierchnym Żyrimie) – rosyjski biskup prawosławny. 

## Życiorys
Pochodzi z rodziny staroobrzędowców z Buriacji. W 1996 wstąpił do prawosławnego seminarium duchownego ze specjalnością misjonarską w Biełgorodzie. Uczestniczył w ekspedycji misyjnej do Jakucji. 5 kwietnia 2001 arcybiskup biełgorodzki i starooskolski Jan przyjął od niego wieczyste śluby mnisze i nadał mu imię Sofroniusz na cześć św. Sofroniusza Irkuckiego. Dwa dni później ten sam hierarcha udzielił mu święceń diakońskich, zaś 12 kwietnia 2001 – kapłańskich. Został wyznaczony na ekonoma seminarium duchownego w Biełgorodzie oraz prawosławnego gimnazjum Świętych Cyryla i Metodego w tym samym mieście, jak również na dziekana cerkwi św. Innocentego z Alaski w Biełgorodzie. W 2004 ukończył w trybie zaocznym studia w Kijowskiej Akademii Duchownej. W 2006 obronił dysertację kandydacką poświęconą staroobrzędowcom z Zabajkala. Brał udział w wyjazdach misjonarskich na Syberię, do Kałmucji i na Kamczatkę. W 2009 otrzymał godność ihumena. 
31 maja 2010 mianowany przełożonym monasteru Trójcy Świętej w Chołkach (obwód biełgorodzki). 7 czerwca 2012 otrzymał nominację na biskupa gubkińskiego i grajworońskiego. W związku z tym otrzymał godność archimandryty. Jego chirotonia odbyła się 22 lipca 2012 w cerkwi Przemienienia Pańskiego w Moskwie z udziałem konsekratorów: patriarchy moskiewskiego i całej Rusi Cyryla, metropolitów krutickiego i kołomieńskiego Juwenaliusza, sarańskiego i mordowskiego Warsonofiusza, woroneskiego i borysoglebskiego Sergiusza, biełgorodzkiego i starooskolskiego Jana, arcybiskupa kurskiego i rylskiego Germana oraz biskupa sołniecznogorskiego Sergiusza.
W 2025 r. został przeniesiony w stan spoczynku i zobowiązany do zamieszkiwania w Monasterze Sanaksarskim.